# Cajuína
La cajuína est une boisson typique du nord-est du Brésil, largement produite et consommée à Maranhão, Ceará et principalement à Piauí où elle est considérée comme patrimoine culturel de l'État et symbole culturel de la ville de Teresina. 
Elle est préparée à partir de pommes de cajou et est sans alcool. Clarifiée et stérilisée, elle a une couleur jaune ambré résultant de la caramélisation des sucres naturels du jus. Elle peut être préparée artisanalement ou industrialisé.

## Histoire

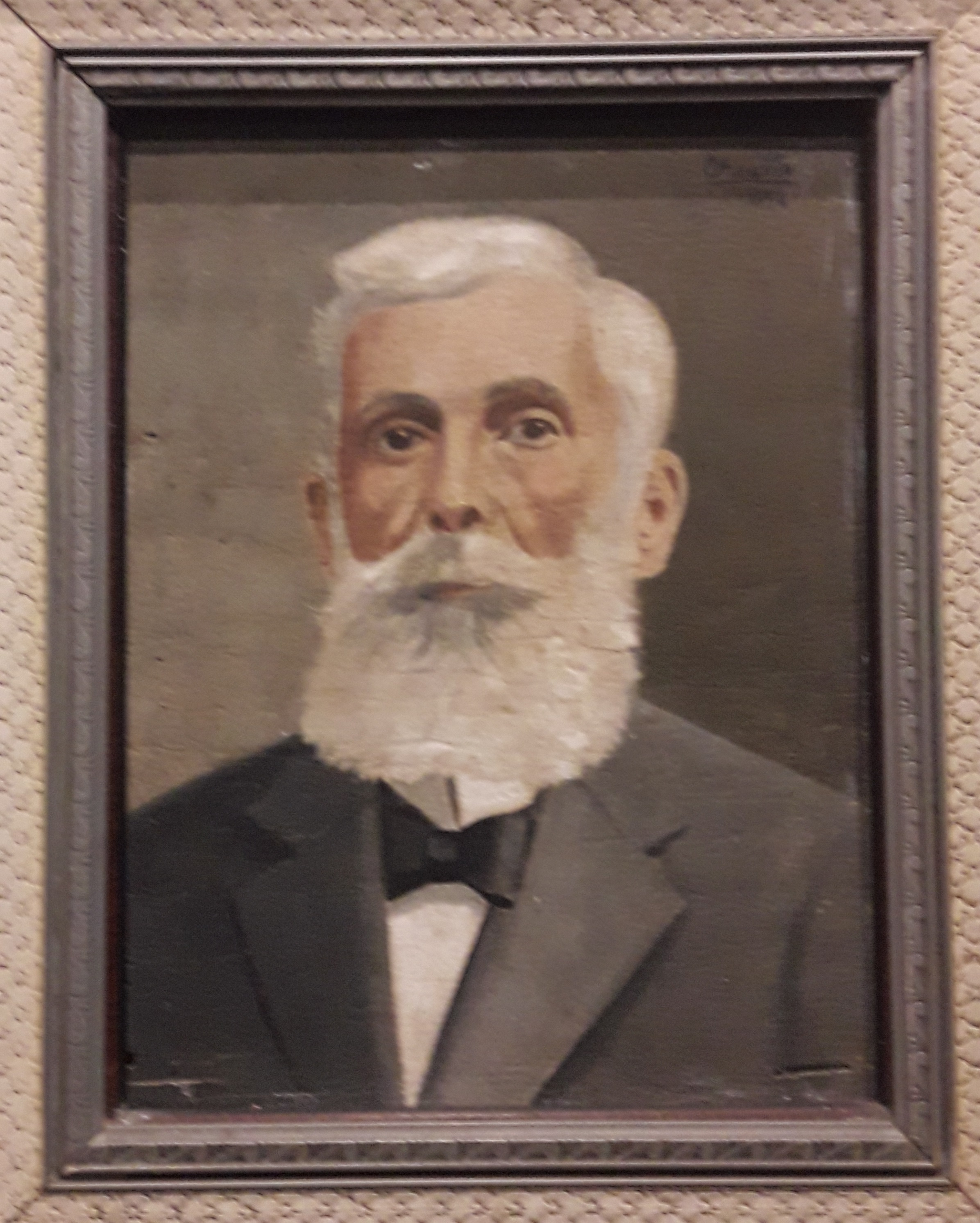
L'invention du cajuína est attribuée à Rodolfo Teófilo

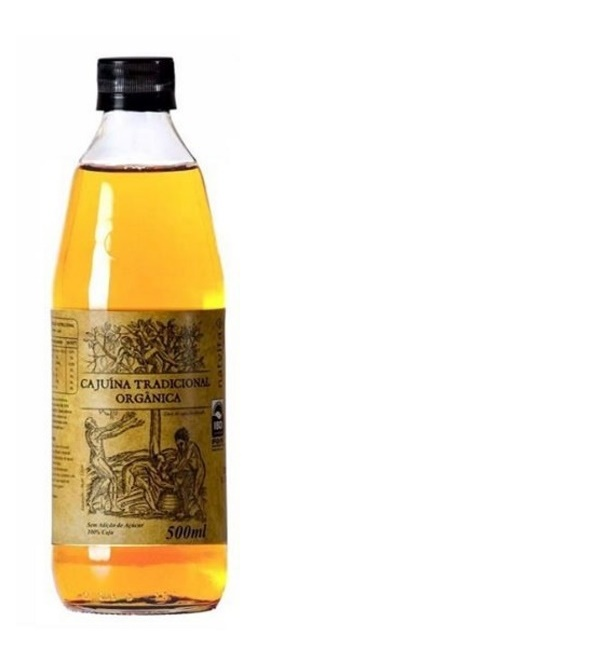
Cajuína biologique

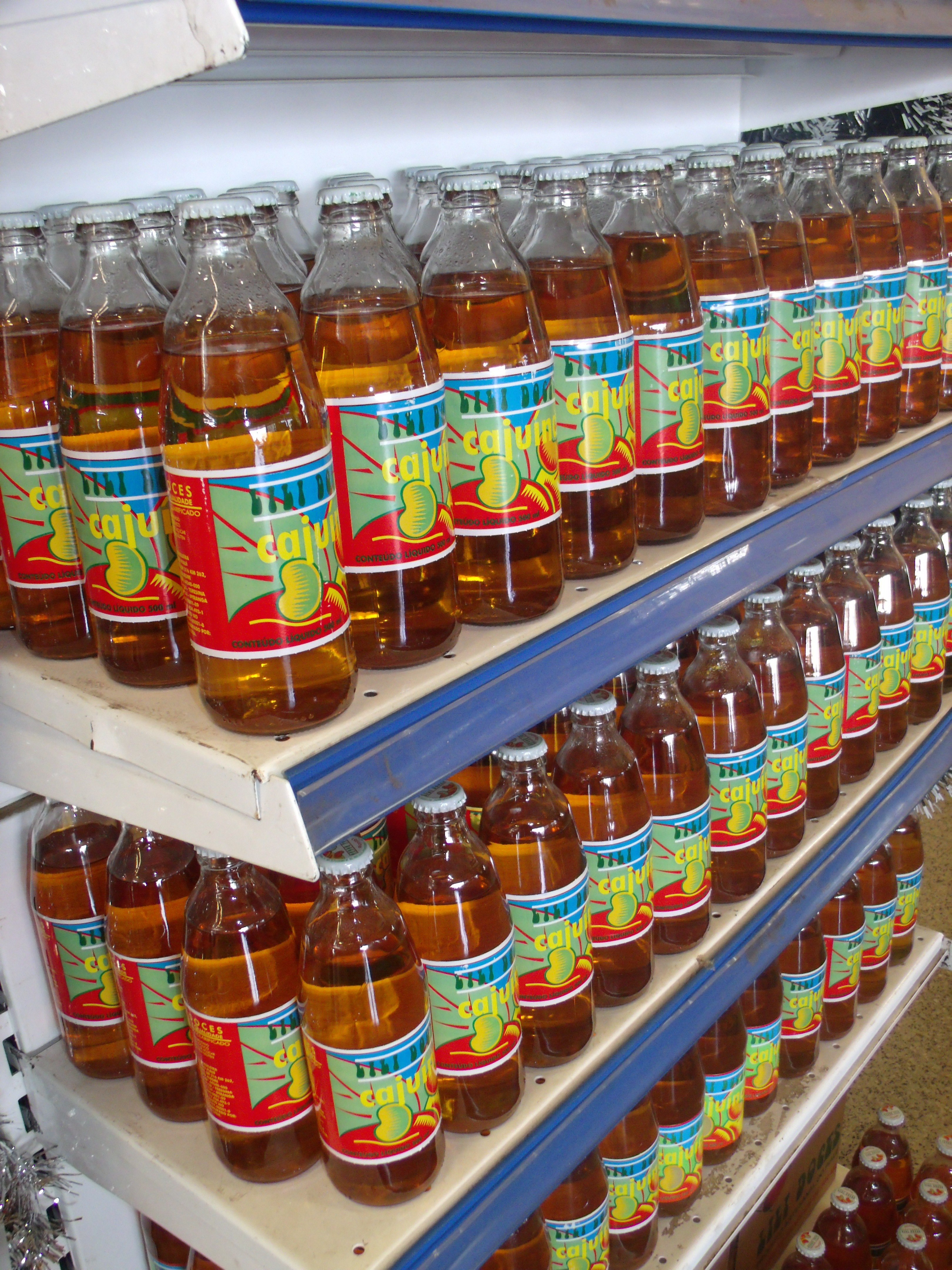
Dans un supermarché à Piauí.

Elle a été inventée en 1900 par le pharmacien Rodolfo Teófilo qui entendait créer une boisson de substitution aux spiritueux pour lutter contre l'alcoolisme. Il l'a vu comme un substitut bénin à la cachaça. 

## Processus de fabrication
La production de cajuína se fait à travers les processus suivants : 

### Extraction de jus
Le plus recommandé est l'utilisation d'une presse discontinue, du type à vis. Les pièces qui entrent en contact avec les pédoncules ne peuvent jamais être en acier au carbone. Dans ce cas, des cylindres et plaques en acier inoxydable sont recommandés. 

### Clarification
La clarification est effectuée en utilisant de la gélatine commerciale de qualité alimentaire ajoutée sous la forme d'une solution aqueuse à une concentration de 10 %. Alternativement, cette étape peut être effectuée à travers une membrane d'ultrafiltration, sans utiliser de protéines animales. 

### Filtration
Elle peut être réalisée à l'aide de filtres en tissu de coton, en feutre ou en un matériau connu dans le commerce sous le nom de TNT (tissu non tissé). 

### Traitement thermique
Les bouteilles correctement remplies et fermées sont soumises à un bain-marie, pour favoriser la stérilisation commerciale du produit, en augmentant sa durabilité et la caramélisation des sucres, ce qui fait que le produit atteint la couleur jaune ambré, caractéristique du cajuína. 

## Hommage
Le chanteur et compositeur Caetano Veloso a composé une chanson intitulée Cajuína, dans laquelle il mentionne la boisson. 